# Regius Professor of Civil Law (Oxford)

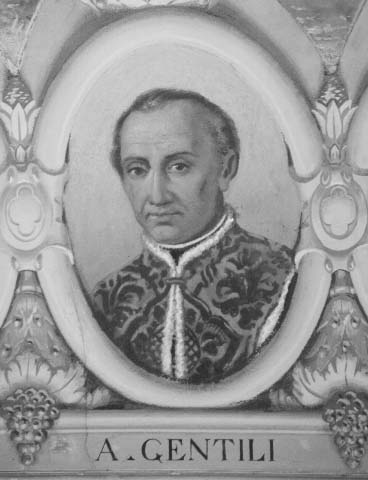
Albericus Gentilis, Regius Professor of Civil Law in Oxford, 1587

Regius Professor of Civil Law oder Regius Chair of Civil Law ist die Bezeichnung einer 1540 durch Heinrich VIII. gestifteten Regius Professur für Rechtswissenschaften an der University of Oxford. Sie ist eine der ältesten Professuren der Universität.

## Stiftung
Der Regius Chair of Civil Law in Oxford wurde durch König Heinrich VIII zusammen mit vier weiteren Regius-Professuren in Oxford und vier weiteren in Cambridge gestiftet. Die weiteren Professuren sind für Theologie (Regius Professor of Divinity), Medizin (Regius Professor of Medicine), Hebräisch (Regius Professor of Hebrew) und Griechisch (Regius Professor of Greek). Die Professur wurde damals mit vierzig Pfund Sterling pro Jahr dotiert. Gleichzeitig mit der Stiftung beendete Heinrich VIII. die Lehre kanonischen Rechts sowohl in Oxford als auch in Cambridge, wo auch ein Regius Professor of Civil Law gestiftet wurde. Gemäß den Statuten von 1549 musste der Regius Professor of Civil Law viermal die Woche zwischen acht und neun Uhr Morgens die Pandekten, den Codex Iustinianus oder das englische Kirchenrecht lehren. Die viermal wöchentliche Lehrpflicht wurde auch in den Statuten von 1564 und 1576 bestätigt. Der Professor war auch zur Schlichtung in Rechtsdisputen verpflichtet. Das Ziel des Monarchen war es, den Einfluss der katholischen Kirche auf die Forschung und Lehre zu beschränken und den neu eingeführten anglikanischen Glauben zu stärken.
Das exakte Stiftungsdatum ist unsicher. Nach einigen Quellen wurde der erste Professor, John Story, 1541 ernannt. Keines der Stiftungsdokumente blieb bis heute erhalten, aber 1544 wird Robert Weston als Stellvertreter von Story urkundlich belegt.
Der Inhaber der Regius-Professur wurde durch „The Crown“ (der englische Staat in Gänze) ernannt und lehrt weiterhin Römisches Recht, seine Prinzipien, Geschichte und einige weitere Zweige der Rechtswissenschaften. Der britische Premierminister Gordon Brown veränderte diese Praxis 2008 und übertrug die Auswahl auf die Universitäten. Der gewählte Kandidat wird seiner schriftlichen Annahme der Position dem Cabinet Office mitgeteilt und die Nominierung wird dann durch den Premierminister und den Regenten bekanntgeben.

## Der erste Professor
Es ist unsicher, wann der erste Regius-Professor, der seliggesprochene John Story, ernannt wurde. Das Geschichtswerk der Universität Oxford (The History of the University of Oxford) nennt das Jahr 1541 und fügt hinzu, dass Story, gemeinsam mit Robert Weston, am 26. Februar 1546 erneut per Letters Patent auf Lebenszeit berufen wurde. Andere Quellen nennen das Jahr 1546, ab dem es urkundliche Belege gibt.
Zahlungen vom Schatzmeister des Court of Augmentations an Story, als Professor für Recht, konnten in den Buchhaltungsunterlagen von Michaelis (29. September) 1546 bis Michaelis 1550, Teilen von 1553, und 1556 bis 1557 belegt werden. Des Weiteren fanden sich in Unterlagen des Schatzamts (Exchequer) Zahlungen für Gebühren und jährliche Zahlungen für die Jahre 1553 bis 1557.
Storys Karriere war turbulent. 1547 wurde er ins Parlament gewählt und sprach sich 1548 gegen die von Eduard VI. eingebrachten anti-katholischen Gesetze aus, woraufhin er inhaftiert wurde und nach seiner Entlassung in die Siebzehn Provinzen (heute Niederlande) floh. Durch die Machtergreifung von Maria I. (Juli 1553 bis November 1558) konnte er nach England und ins öffentliche Leben zurückkehren. Er wurde wieder ins Parlament gewählt und widersetzt sich im Jahr nach Marias Tod, 1559, dem Act of Supremacy 1558, durch welches der Krone die Leitung der Church of England zugesprochen wird. Wieder wurde er inhaftiert, floh und wurde wieder gefangen genommen, floh erneut in die Niederlande, wo er Untertan Philipps II. von Spanien wurde. Gekidnapped von Agenten Elisabeth I. wurde er im Tower of London inhaftiert, wo er nach Folterung schließlich 1571 erhängt, ausgeweidet und gevierteilt wurde.
Papst Leo XIII. sprach Story 1886 selig.

## Entlohnung
1617 ergänzte König Jakob I. die Bezüge des Professors, indem er die Pfründe der Gemeinde Shipton (Bistum Salisbury) zugunsten des amtierenden Professors bereitstellen ließ, der damals von der Universität 300 Pfund bezog. Der erste Bezieher dieser Pfründe war Richard Zouch, Regius Professor von 1621 bis 1660 und Dean of Arches, der letzte war Joseph Phillimore (siehe unten).
Ab den Statuten von 1821 war der Regius Professor of Civil Law auch automatisch Fellow des All Souls College. Nach den Richtlinien von 1877 wurden die Bezüge für die Professur auf 700 Pfund pro Jahr verbessert, wozu noch die Fellowschaft am All Souls College und den damit einhergehenden 200 Pfund hinzugerechnet werden müssen. In diesen Richtlinien wurde auch die ergänzende Readership für Römisches Recht benannt.

## Periode des Niedergangs
Obwohl immer prestigeträchtig, war die Regius-Professur nicht immer eine gute Lehradresse. 1846 untersuchte ein Ausschuss des House of Commons den Stand der juristischen Ausbildung im Vereinigten Königreich. Die Berichte im gleichen Jahr zeigen, wie wenig Inhalt der Titel Regius Chair of Civil Law im Oxford dieser Zeit bedeutete. Joseph Phillimore, der die Professur 1809 übernommen hatte und bis zu seinem Tod 1855, im Alter von 80 Jahren hielt, gestand nach einer Reihe ausweichender Antworten gegenüber dem Ausschuss ein, dass das Fach in Oxford fast 100 Jahre nicht mehr gelehrt worden war. Dabei galt Phillimore als Fachmann für Völkerrecht. Philip Bliss, Registrar der University of Oxford, deckte auf, dass die Universität keine Prüfungen in irgendwelchen juristischen Wissenschaften abhielt. Obwohl der akademische Grad des Bachelor of Civil Law weiterhin vergeben wurde, waren die „Disputationen“ leere Formalitäten.
Einer von Phillimores Vorgängern im 18. Jahrhundert, Robert Vansittart, ein bekannter Altertumsforscher und für seinen unsittlichen Lebenswandel bekannt, hielt die Professur von 1767 bis zu seinem Tod 1789. Er veröffentlichte Arbeiten in der Altertumsforschung und pflegte Umgang mit Samuel Johnson, William Hogarth dem Satiriker Paul Whitehead und nahm gemeinsam mit den Vorgenannten an den Ausschweifungen des Hellfire Club teil. Vansittarts Nachfolger Thomas Francis Wenman (1745–1796) und Regius-Professor ab 1789 bis zu seinem Tod, wird im Dictionary of National Biography beschrieben als einer der wenigen Forscher der Naturgeschichte in Oxford und ertrank am 8. April 1796 beim Sammeln botanischer Proben im Fluss Cherwell.

## Moderne

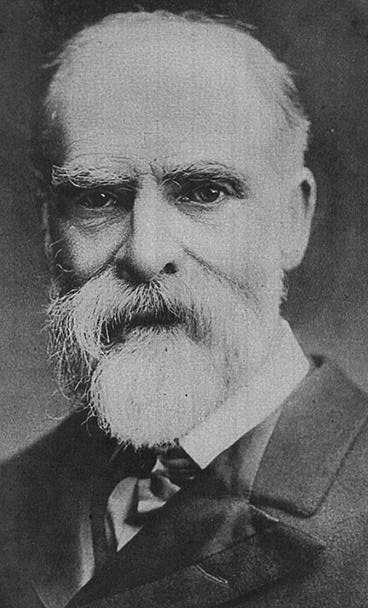
James Bryce, 1. Viscount Bryce, Regius Professor von 1870 bis 1893

Nach dem Tod Phillimores, 1855, verbesserte sich die Situation. Obwohl sein Nachfolger Travers Twiss Mathematik und „Literae Humaniores“ (Bezeichnung für Klassische Altertumswissenschaften in Oxford und einigen anderen Universitäten) studiert hatte, übernahm er die Professur unmittelbar nach drei Jahren in einer Professur für Völkerrecht am King’s College in London, wo die Lehre der Jurisprudenz ernster genommen wurde als in Oxford. Twiss’ internationale Reputation führte dazu, dass ihn Leopold II. von Belgien bat, die Verfassung für den Kongo-Freistaat (1885–1908) zu erstellen.
Twiss folgte 1870 James Bryce nach, ein bedeutender Historiker und Politiker der Liberalen Partei, der für längere Zeit sowohl die Professur als auch einen Parlamentssitz innehatte. Er gab die Professur erst 1893 auf, ein Jahr nachdem er im Kabinett von William Ewart Gladstone das Amt des Unterstaatssekretärs im Außenministerium übernommen hatte.
1955 übernahm der bedeutende deutsche Juraprofessor David Daube (1909–1999) aus Freiburg im Breisgau als erster ausländischer Akademiker seit dem 17. Jahrhundert die Regius-Professur. Er lehrte später Jura an der University of California, Berkeley.
Auf Daube folgte 1971 Tony Honoré (1921–2019), ein Jurist, der bekannt war für seine Arbeiten über Eigentum, Kausalität im Recht und Römisches Recht. Er hielt die Professur bis 1988. Der Rhodes-Stipendiat war in London geboren, wuchs aber in Südafrika auf. Er kämpfte im Zweiten Weltkrieg in der ersten Schlacht von El Alamein, wo er verwundet wurde. Er trug mit sechzehn Büchern und über hundert Artikeln zur Rechtsphilosophie bei.
1988 wurde Peter Birks Regius-Professor, der die Professur bis zu seinem Tod 2004 hielt. Er war Spezialist für Bereicherungsrecht. Nach Birks Tod blieb der Stuhl über ein Jahr verwaist. Dann wurde im Dezember 2005 der Niederländer Boudewijn Sirks zum Regius-Professor ernannt, der die Professur 2006 übernahm. Sirks hatte zuvor an den Universitäten Leiden, Amsterdam, Utrecht und Frankfurt Philosophie gelehrt.

## Auswahl der Professoren
Der britische Premierminister Gordon Brown änderte die Auswahlprozeduren für Regius-Professuren, so dass für diese nun wie für andere Professuren Ausschreibungen durchgeführt werden. Mit der Emeritierung von Boudewijn Sirks wurde eine Ausschreibung veröffentlicht und die Anforderungen an einen Kandidaten beschrieben. Mit einer Pressemitteilung wurde am 21. Januar 2015 die Wahl des Deutschen Wolfgang Ernst für die Professur bekanntgegeben.

## Liste der Regius Professoren of Civil Law in Oxford
| Name                           | Namenszusatz   | von       | bis       | Anmerkungen |
| ------------------------------ | -------------- | --------- | --------- | --- |
| John Story                     |                | ca. 1541  | 1557      | für einen großen Teil der Zeit gemeinsam mit Robert Weston und William Aubrey |
| Robert Weston                  | D.C.L.         | 1546      | 1553      | gemeinsam mit John Story; Weston diente der Krone später noch als Dean of Arches und Lordkanzler von Irland. |
| William Aubrey                 | B.C.L., D.C.L. | 1553      | 1559      | für einige Zeit gemeinsam mit John Story |
| John Griffith                  |                | 1559      | 1566      | |
| Robert Lougher                 | B.C.L., D.C.L. | 1566      | 1577      | Lougher war Gründungsmitglied des Jesus-Colleges. Auch Loughers Name wurde in anderen Dokumenten abweichend als Lowgher angegeben. |
| Griffith Lloyd                 | B.C.L., D.C.L. | 1577      | 1586      | Lloyd wird in anderen Quellen als Griffin Floyde bezeichnet. |
| William Mowse († 1588)         | LL.D.          | 1586      | 1587      | Mowses Name wird abweichend auch als William Mowsse oder William Mosse angegeben. Seine Amtszeit als Regius Professor wird sehr unterschiedlich angegeben, da er stellvertretend schon die Vorlesungen hielt, bevor er selbst durch den König ernannt wurde. |
| Albericus Gentilis             | D.C.L.         | 1587      | 1608      | |
| John Budden                    | B.C.L., D.C.L. | 1611      | 1620      | |
| Richard Zouch                  | D.C.L.         | 1620      | 1661      | Zouch war der erste Regius Professor, der die Pfründe von Shipton bezog. |
| Giles Sweit                    | D.C.L.         | 1661      | 1672      | Sweit ist auch bekannt in der latinisierten Namensform Egidius Sweit sowie in abweichenden Schreibweisen als Giles Sweet oder Giles Swett. Am 25. März 1632 wurde Sweit geadelt.                                                                             |
| Thomas Bouchier                | D.C.L. LL.D.   | 1672      | 1712      | |
| James Bouchier                 | D.C.L. LL.D.   | 1712      | 1736      | |
| Henry Brooke                   | D.C.L. LL.D.   | 1736      | 1752      | |
| Herbert Jenner                 | D.C.L. LL.D.   | 1753      | 1767      | |
| Robert Vansittart              | D.C.L.         | 1767      | 1789      | |
| Thomas Francis Wenman          | D.C.L.         | 1789      | 1796      | |
| French Laurence                | D.C.L.         | 1796      | 1809      | Laurence Bruder Richard wurde 1814 zum Regius Professor of Hebrew ernannt. |
| Joseph Phillimore (1775–1855)  | D.C.L.         | 1809      | 1855      | Phillimore war der letzte Regius Professor, der noch die Pfründe von Shipton bezog. |
| Travers Twiss                  |                | 1855      | 1870      | |
| James Bryce, 1. Viscount Bryce |                | 1870      | 1893      | |
| Henry Goudy                    |                | 1893      | 1919      | |
| Francis de Zulueta             |                | 1919      | 1948      | |
| David Daube                    |                | 1955      | 1970      | |
| Tony Honoré                    |                | 1971      | 1988      | |
| Peter Birks                    |                | 1989      | 2004      | |
|                                |                | Juli 2004 | Feb. 2006 | vakant |
| Boudewijn Sirks                |                | 2006      | 2014      | |
| Wolfgang Ernst                 | LL.M., LL.D.   | 2015      | heute     | Ernst ist nach Daube der zweite Deutsche auf dem Lehrstuhl. 2017 wurde Ernst mit der Ehrendoktorwürde der Universität Edinburgh geehrt. |